# Resolució 149 del Consell de Seguretat de les Nacions Unides
La Resolució 149 del Consell de Seguretat de les Nacions Unides, aprovada per unanimitat el 23 d'agost de 1960, després d'examinar l'aplicació de la República de l'Alt Volta (actualment Burkina Faso) per a ser membre de les Nacions Unides, el Consell va recomanar a l'Assemblea general que la república de l'Alt Volta fos admesa.